# 斯法克斯
斯法克斯（/s(ə)ˈfæks/ s(ə-)FAKS，羅馬化：Ṣafāqis，阿拉伯語：[ˈsˤfaːqəs] ⓘ)是突尼西亞共和国继首都突尼斯市之后的第二大城市，也是斯法克斯省的首府，位于突尼斯之东南方约270千米。斯法克斯于公元849年由柏柏尔人建立在塔帕鲁拉的废墟之上。2014年城市人口约33万。城市主要产业包括磷酸盐制造、食品加工、渔业和国际贸易。

## 词源
斯法克斯的命名众说纷纭。一类是联系至史话，如认为该城由努米底亚国王西法克斯始建，因而以他的名字为名；或是认为城市的名字来自于阿格拉布王朝埃米尔穆罕穆德·伊本·阿格拉布的仆从（一说是总督）萨法，穆罕穆德命令萨法裁切牛皮以丈量城市的周长，而说出“萨法，切”(羅馬化：ya safaf qus），后两个音节阴差阳错成为了新城市的名字。
另一类相对而言就没有太多戏剧性，如阿拉伯地理学家穆罕默德·伊德里西认为是源于当地柏柏尔妇女穿着的被称为asfaks（阿拉伯語：أسفاقس）或sfaqos（阿拉伯語：سفاقس）的围裙；法国地理学家埃利泽·雷克吕斯在他的《新世界地理》（Nouvelle géographie universelle）一书中指出斯法克斯之名可能是突尼斯方言中的黄瓜（fakous），因斯法克斯当地曾普遍种植黄瓜；安托万·杜帕蒂·德克朗在他的《斯法克斯编年史》（Fastes chronologiques de la ville de Sfaks）中提到斯法克斯可以分解为s-fa-ekez，意为“扩大监视范围”，与希腊史学家托勒密等记述下的斯法克斯前身塔帕鲁拉（可转写为Taphrouria，意为监视哨所）意思相近。

## 历史

### 迦太基与罗马时期
斯法克斯境内最早的城市遗迹当为位于西南郊区锡奈的塞内城。塞内城建立时为腓尼基殖民地，在迦太基独立后成为迦太基控制的城市。布匿战争后被罗马控制。罗马帝国早期，塞内仍在境内发行自己的铜币，而到五贤帝时期，帝国对该地区的控制提升，塞内被更名为殖民地泰尼塔纳。
同在罗马帝国时期，在今天的斯法克斯城区中心，一座被称为塔帕鲁拉的城镇开始兴起，史载塔帕鲁拉主教利梅尼亚诺曾参加411年的迦太基会议。此后塔帕鲁拉的记载匿于史册，直至9世纪以斯法克斯之名重见于世。

### 中世纪
9世纪时，统治突尼斯的阿格拉布王朝为斯法克斯兴建了城墙和清真寺，清真寺于849年完工，斯法克斯以该年作为建成史起点。十世纪起，斯法克斯陷入频繁动乱。909年，阿格拉布王朝覆灭，法蒂玛王朝取而代之。912年，西西里人洗劫了斯法克斯。十世纪末，统治北非的齐里王朝开始与宗主法蒂玛哈里发频频冲突。在此期间，斯法克斯总督曼库尔·贝格瓦蒂宣布独立，斯法克斯成为独立城邦。1109年，齐里王朝重归斯法克斯。
12世纪上半叶，西西里诺曼人占领了杰尔巴，自此开启了对北非海岸的频繁劫掠。1148年，西西里王国的鲁杰罗二世攻陷斯法克斯。1156年2月25日，斯法克斯总督奥马尔·伊本·阿布·哈桑发起叛乱，屠杀了城内所有的基督徒。穆斯林史学家伊本·赫勒敦认为是西西里诺曼人对穆斯林的长期压迫导致了起义，而法国历史学家费迪南·夏朗东则认为起义源于宗教冲突。这场北非穆斯林大起义终结了西西里对北非的统治。
1159年，兴起于摩洛哥的穆瓦希德王朝统治者阿卜杜勒·慕敏控制了斯法克斯。1203年，失去巴利阿里群岛逃亡至加贝斯的穆拉比特王朝后裔叶海亚·伊本·加尼亚·马约尔基起兵占领了包括斯法克斯在内的易弗里基叶地区。穆罕穆德·纳西尔率军重夺易弗里基叶，并任命阿卜杜勒·瓦希德·哈夫斯为易弗里基叶总督。哈夫斯的后人于1229年自立，建立哈夫斯王朝。
在1277年哈夫斯王朝分裂后，劳里亚的鲁杰罗于1287年率领阿拉贡西西里联合舰队占领了与斯法克斯隔海相望的克肯纳群岛。1335年，重新统一了哈夫斯王朝领地的阿布·叶海亚·阿布·贝克尔重夺克肯纳群岛。阿布·贝克尔去世后，王朝再度分裂，自此摩洛哥的马林王朝多次入侵，哈夫斯后裔互相攻伐。14世纪中期，一场大瘟疫自西西里渡海而来，席卷了易弗里基叶。
16世纪开始，北非逐渐成为西班牙与奥斯曼在地中海博弈的棋子。1534年，奥斯曼的盟友、阿尔及尔苏丹海雷丁·巴巴罗萨麾下的海盗船闯入突尼斯。1535年，查理五世进军突尼斯，赶走巴巴罗萨。1549年，海盗德拉古特攻占斯法克斯。连年战乱之后，斯法克斯严重衰落。当时造访斯法克斯的旅行家利奥·阿非利加努斯记述道：“整座城市仅剩三四百户人家，商店也寥寥无几。”此后突尼斯地区时常动荡，直到18世纪才逐渐恢复稳定。

### 法国保护国
1881年4月，法国军队自阿尔及利亚入侵突尼斯贝伊国，强迫贝伊穆罕默德三世·阿勒·萨迪克签订了《巴尔杜条约》，自此突尼斯成为法国保护国。起义迅速在突尼斯中南部爆发。1882年6月18日，叛乱武装进入斯法克斯法国人居住区袭击居民。法国中央政府随即调遣了舰队包围了起义城市。7月15日，在对斯法克斯炮击2小时后，法国军队突入斯法克斯占领了城市。
在法国治理下，斯法克斯的经济获得了较大发展。加夫萨磷酸盐矿的兴盛带动了斯法克斯的磷酸盐工业，橄榄种植开始大规模推广，铁路也将斯法克斯与突尼斯其他城市相连，对港口的一系列疏浚工作让斯法克斯转变成为一座现代化港口。

### 近现代
一战期间，北非战场的战役主要发生于摩洛哥与埃及，突尼斯地区为法国正面战场提供人力物力。
二战伊始，随着法国在欧洲战场的崩盘，突尼斯与其他法国殖民地一同被端上与德国和谈的谈判桌。根据《第二次贡比涅停战协定》，突尼斯被划入维希政府统治的自由区。1942年11月10日的安东行动之后，北非的维希部队随即放弃对火炬行动中登陆的盟军进行反抗。摩洛哥和阿尔及利亚迅速被盟军占领，而突尼斯陷入兵力真空后由意属北非管辖。考虑到突尼斯法军撤出未久而意军尚未稳固，盟军当即决定迅速突入突尼斯。11月17日，突尼斯战役爆发。在1943年1月30日的春风行动之前，盟军曾一度从西南方逼近斯法克斯，为防止盟军切断突尼斯北部的德军与马雷斯防线的意军第一集团军之间的联系，隆美尔遂发动春风行动与晨息行动击退了盟军攻势。但随后2-4月的卡普里行动、增压器2号行动和加贝斯攻势的接连失利最终让德意联军失去了抵抗能力。5月13日，突尼斯战役结束，轴心国完全失去了北非。

二战结束后，突尼斯重新成为法国保护国，并于1956年获得独立。

历史图片
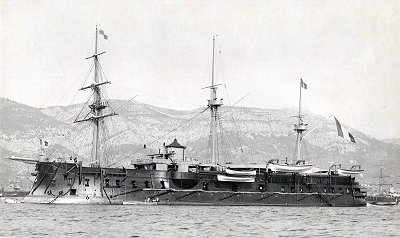
1881年炮轰斯法克斯的法国科尔伯特铁甲舰
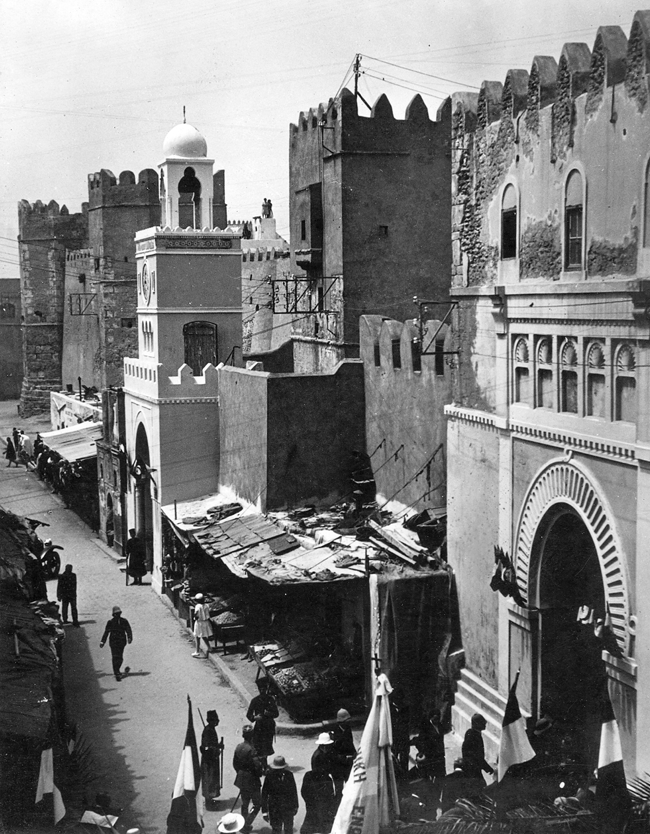
1890年斯法克斯阿拉伯老城城门巴布·迪万（英语：Bab Diwan）（海之门）
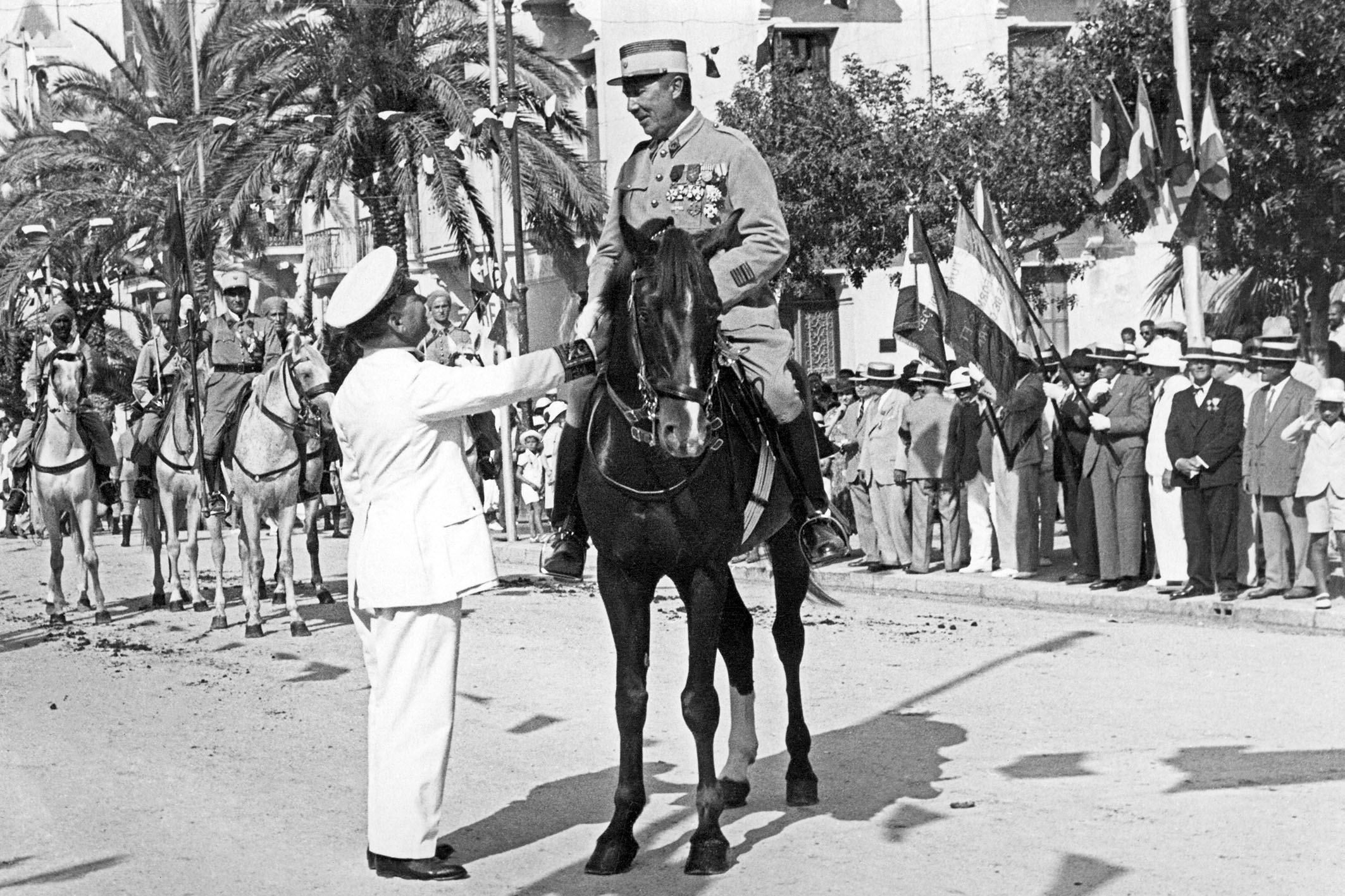
1934年法军上校加布里埃尔·布格兰（英语：Gabriel Bougrain）和莱昂·博菲斯于斯法克斯留影
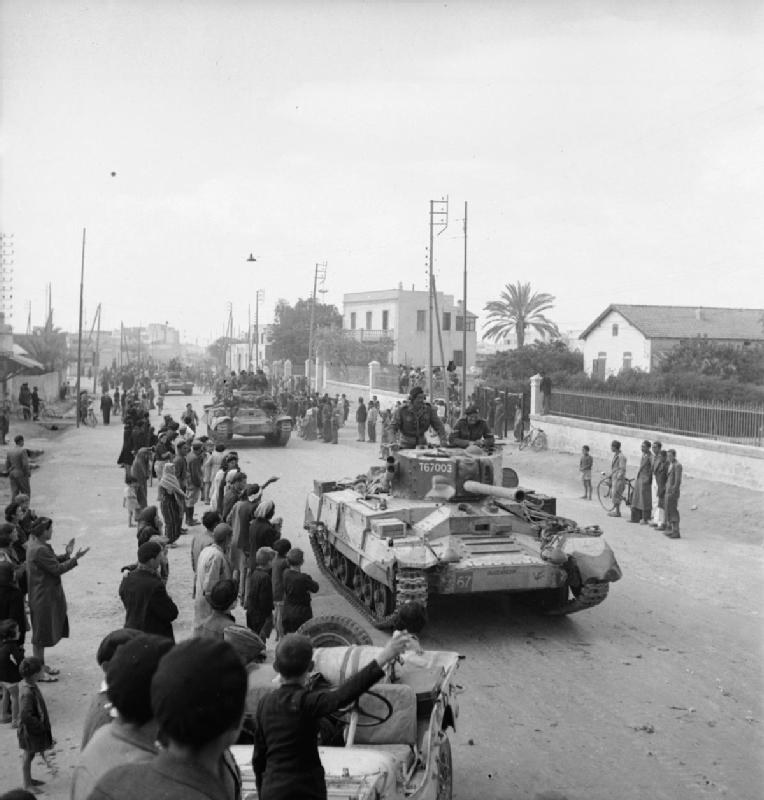
1943年进入突尼斯的英国军队
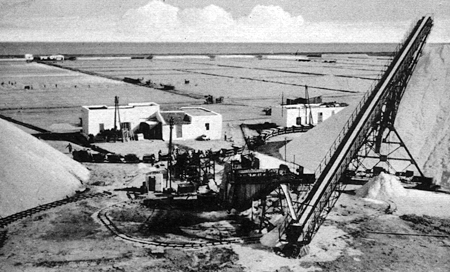
1910年的斯法克斯盐田
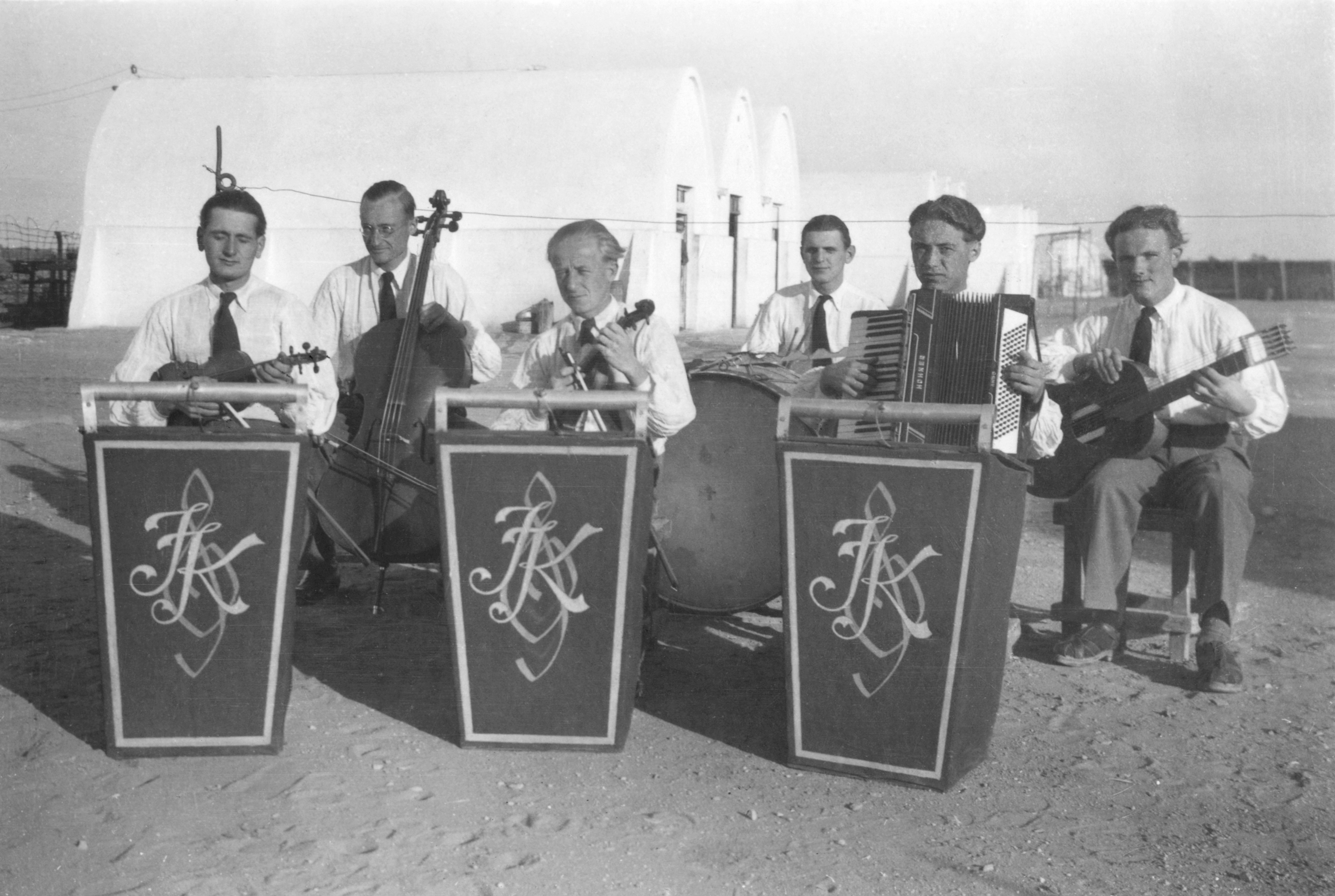
1946年德军战俘营
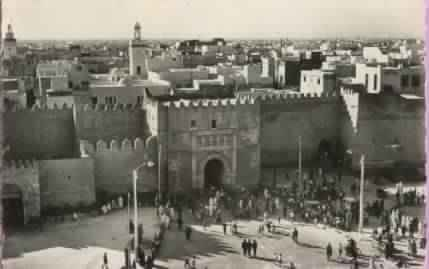
1954年的巴布·迪万及其后的斯法克斯阿拉伯老城
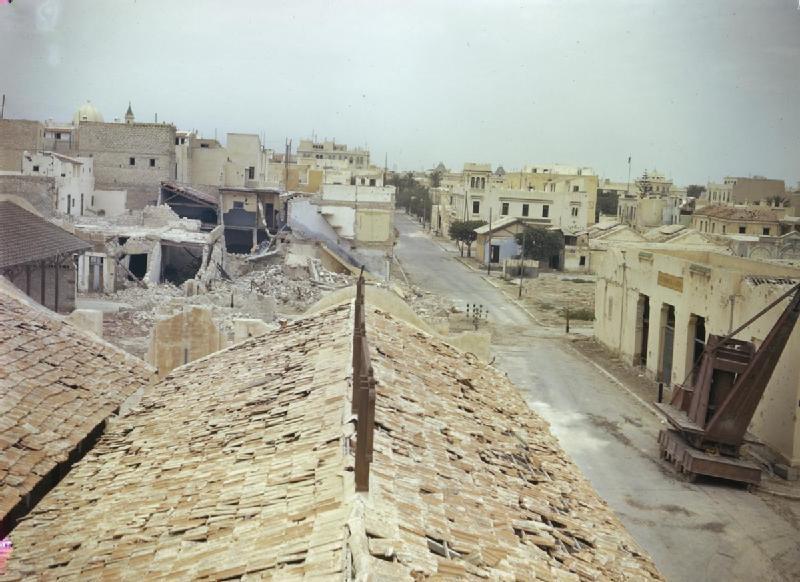
1943年6月被盟军轰炸后的斯法克斯街道
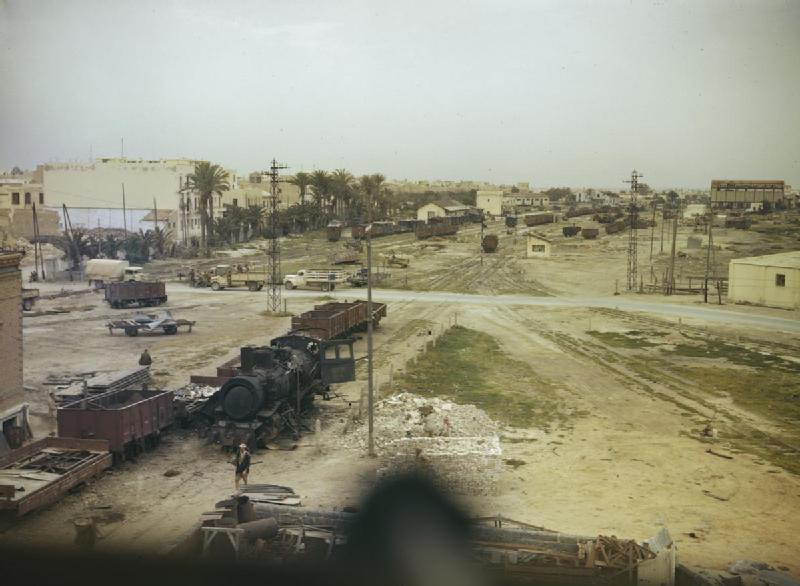
1943年6月盟军轰炸后的斯法克斯铁路车辆段
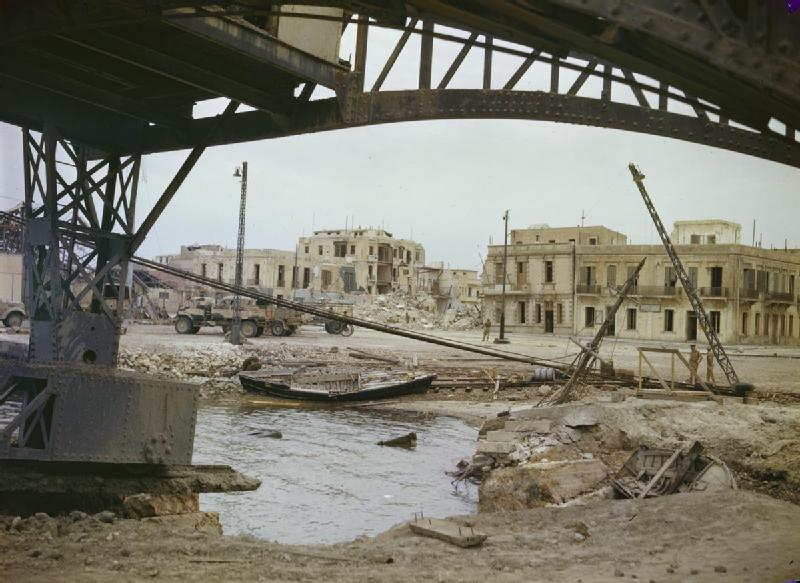
1943年6月盟军轰炸后的斯法克斯港口仓库

## 地理

### 气候

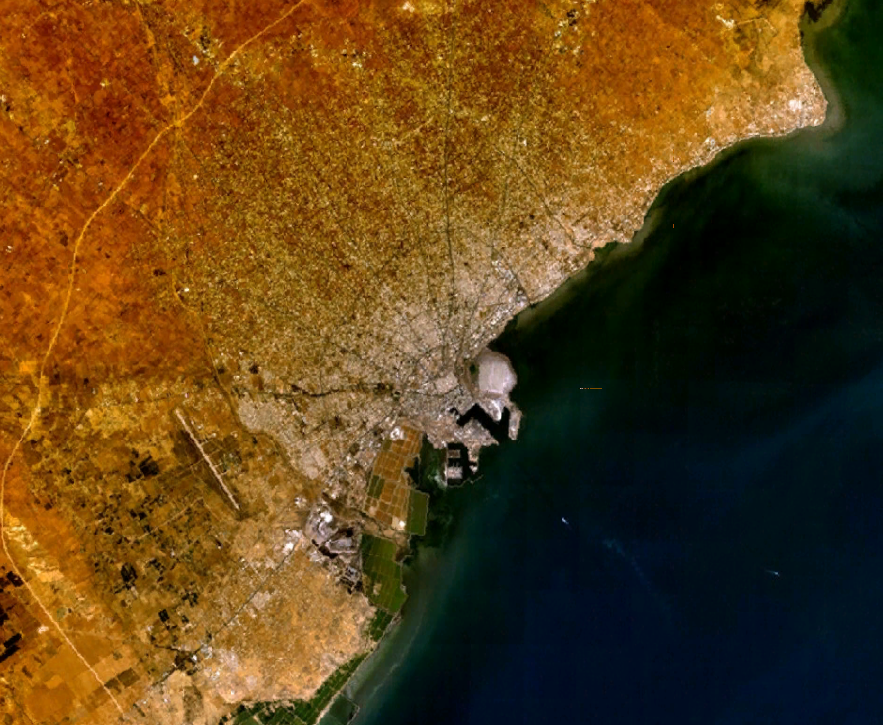
斯法克斯卫星图像

按照柯本气候分类法，斯法克斯属于低纬度热草原气候（BSh）。由于其地理位置受地中海气旋影响较小，斯法克斯的降雨量不及突尼斯全国平均水平的一半，甚至低于以干旱著称的邻国利比亚之大城市的黎波里和班加西。与北非大部分地区相同，斯法克斯的夏季往往炎热少雨，而冬季相对凉爽，偶尔会下小雨。
| 斯法克斯                                             | 斯法克斯    | 斯法克斯    | 斯法克斯    | 斯法克斯    | 斯法克斯     | 斯法克斯     | 斯法克斯     | 斯法克斯     | 斯法克斯     | 斯法克斯     | 斯法克斯    | 斯法克斯    | 斯法克斯     |
| 月份                                                 | 1月         | 2月         | 3月         | 4月         | 5月          | 6月          | 7月          | 8月          | 9月          | 10月         | 11月        | 12月        | 全年         |
| ---------------------------------------------------- | ----------- | ----------- | ----------- | ----------- | ------------ | ------------ | ------------ | ------------ | ------------ | ------------ | ----------- | ----------- | ------------ |
| 历史最高温 °C（°F）                                  | 26.8 (80.2) | 32.7 (90.9) | 36.9 (98.4) | 37.2 (99.0) | 41.3 (106.3) | 47.8 (118.0) | 47.2 (117.0) | 46.8 (116.2) | 43.5 (110.3) | 38.2 (100.8) | 34.5 (94.1) | 28.7 (83.7) | 47.8 (118.0) |
| 平均高温 °C（°F）                                    | 17.5 (63.5) | 18.1 (64.6) | 20.4 (68.7) | 22.8 (73.0) | 26.3 (79.3)  | 30.2 (86.4)  | 32.8 (91.0)  | 33.4 (92.1)  | 30.5 (86.9)  | 27.3 (81.1)  | 22.6 (72.7) | 18.7 (65.7) | 25.1 (77.2)  |
| 日均气温 °C（°F）                                    | 12.1 (53.8) | 12.7 (54.9) | 15.1 (59.2) | 17.8 (64.0) | 21.3 (70.3)  | 25.0 (77.0)  | 27.6 (81.7)  | 28.4 (83.1)  | 26.1 (79.0)  | 22.6 (72.7)  | 17.4 (63.3) | 13.4 (56.1) | 20.0 (68.0)  |
| 平均低温 °C（°F）                                    | 6.8 (44.2)  | 7.2 (45.0)  | 9.8 (49.6)  | 12.7 (54.9) | 16.3 (61.3)  | 19.9 (67.8)  | 22.4 (72.3)  | 23.3 (73.9)  | 21.7 (71.1)  | 17.9 (64.2)  | 12.2 (54.0) | 8.2 (46.8)  | 14.9 (58.8)  |
| 历史最低温 °C（°F）                                  | −2.3 (27.9) | −1.2 (29.8) | −1.0 (30.2) | 2.0 (35.6)  | 6.1 (43.0)   | 10.6 (51.1)  | 13.6 (56.5)  | 13.2 (55.8)  | 11.2 (52.2)  | 5.2 (41.4)   | 2.0 (35.6)  | −1.0 (30.2) | −2.3 (27.9)  |
| 平均降水量 mm（）                                    | 23.9 (0.94) | 15.3 (0.60) | 27.5 (1.08) | 17.3 (0.68) | 13.7 (0.54)  | 6.1 (0.24)   | 1.0 (0.04)   | 6.3 (0.25)   | 33.8 (1.33)  | 24.8 (0.98)  | 21.7 (0.85) | 26.0 (1.02) | 217.4 (8.55) |
| 平均降水天数（≥ 1.0 mm）                             | 2.8         | 2.5         | 3.3         | 2.6         | 1.7          | 0.8          | 0.1          | 0.9          | 3.1          | 2.9          | 2.5         | 2.9         | 26.3         |
| 平均相對濕度（％）                                   | 65          | 63          | 63          | 63          | 62           | 60           | 59           | 63           | 65           | 66           | 65          | 66          | 63           |
| 月均日照時數                                         | 198.4       | 201.6       | 238.7       | 258.0       | 310.0        | 333.0        | 378.2        | 347.2        | 273.0        | 241.8        | 210.0       | 195.3       | 3,185.2      |
| 日均日照時數                                         | 6.4         | 7.2         | 7.7         | 8.6         | 10.0         | 11.1         | 12.2         | 11.2         | 9.1          | 7.8          | 7.0         | 6.3         | 8.7          |
| 来源1：突尼斯国家气象研究所 (humidity/sun 1961–1990) |             |             |             |             |              |              |              |              |              |              |             |             |              |
| 来源2：NOAA (humidity/sun 1961–1990)                 |             |             |             |             |              |              |              |              |              |              |             |             |              |

| 一月           | 二月           | 三月           | 四月           | 五月           | 六月           | 七月           | 八月           | 九月           | 十月           | 十一月         | 十二月         |
| -------------- | -------------- | -------------- | -------------- | -------------- | -------------- | -------------- | -------------- | -------------- | -------------- | -------------- | -------------- |
| 16 °C（61 °F） | 15 °C（59 °F） | 15 °C（59 °F） | 17 °C（63 °F） | 19 °C（66 °F） | 22 °C（72 °F） | 26 °C（79 °F） | 28 °C（82 °F） | 27 °C（81 °F） | 25 °C（77 °F） | 22 °C（72 °F） | 18 °C（64 °F） |

### 地形
斯法克斯从西部丘陵到沿海平原，海拔逐渐降低，地形趋于平整。少有海拔超过250米的地区，境内最高点为269米。大部分地区为海拔不超过150米的平原，沿海15公里内的平均海拔仅有20米。
平整的地形、较低的海拔极大影响了斯法克斯的地表水文条件。河流大多为水量不足的内流河。

## 人口
2019年，斯法克斯人口达到1013021人，城镇化比例63.7%。2014年时，斯法克斯的男女比例为50.2:49.8。

## 城建

### 斯法克斯的阿拉伯老城
斯法克斯的阿拉伯老城由阿格拉布王朝埃米尔穆罕穆德·伊本·阿格拉布于849年至851年期间主持建造。现有约11万人居住于老城之中。突尼斯政府曾于2012年12月12日提名将老城列入世界遗产。

### 市政厅
斯法克斯市政厅是新城的中心，位于哈比卜·布尔吉巴路边，紧邻斯法克斯老城入口。市政厅由法国建筑师拉斐尔·居伊设计，建筑融合了摩里斯科与欧洲风格。兴建市政厅的计划始于20世纪初，1905年正式动工，1906年完工。1912年至1943年陆续进行了一些扩建工程，最终成型于1955年。
斯法克斯的产业占比

## 经济
斯法克斯是突尼斯第二大工业城市，主要产业包括皮革与纺织业、橄榄和坚果的种植加工与捕鱼业。建筑业、手工业、木工、金属加工与金银器加工等传统行业也在斯法克斯占有一席之地。
以橄榄种植为代表的农业在区域经济中占据着重要地位。斯法克斯境内几乎90%的土地为农用土地，生产着突尼斯40%的橄榄油和30%的扁桃仁。
工业上，斯法克斯依靠突尼斯化工集团，每年生产650万吨磷酸盐。石化开采亦是城市的产业支柱，境内生产90万立方米的石油。352平方公里的米斯卡天然气田探明储量约为227亿立方米，每年产出约118万吨天然气。

## 交通

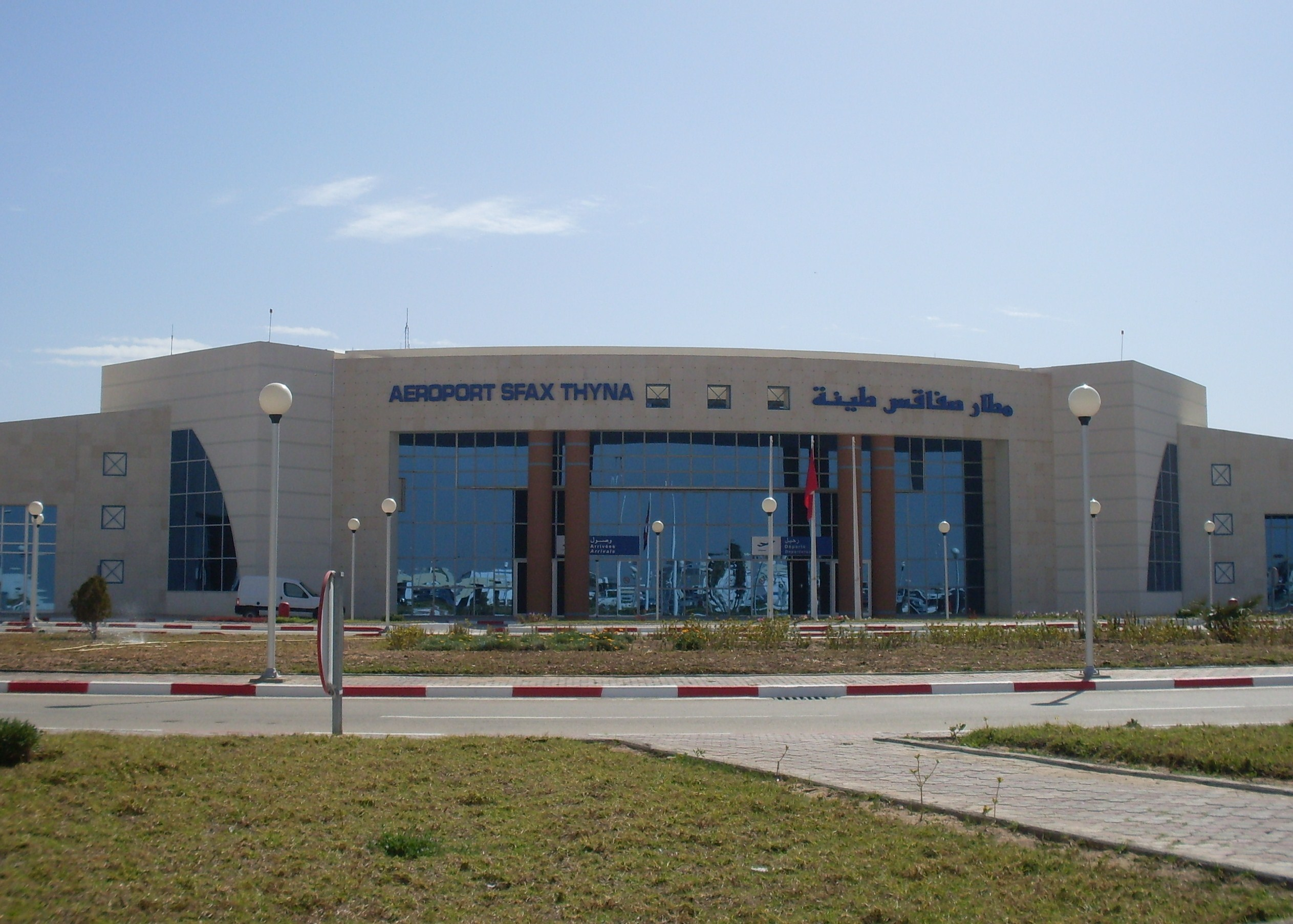
斯法克斯锡奈国际机场

### 公路
2017年建成的A1高速公路从城郊西北穿越，是非洲横贯公路1号线、马格里布高速公路的一部分，北抵首都突尼斯市，南至利比亚边境的本加尔丹。同样是突尼斯至本加尔丹的P1公路则紧贴城区，走向大致与A1高速平行。P13与P14公路则自市中心放射而出，前者直通阿尔及利亚边境的卡塞林省弗萨纳，后者连接生产磷酸盐的加夫萨。

### 铁路
自突尼斯市至加贝斯的窄轨铁路5号线途径斯法克斯，由突尼斯铁路公司提供客货运服务。

### 航空
城区西南侧的斯法克斯锡奈国际机场为城市提供了空运服务，2011年成立的斯法克斯航空以此机场为总部。泛非航空、利比亚航空、新兴航空、泛航航空、突尼斯航空运营着前往突尼斯市、巴黎、的黎波里、班加西、米苏拉塔、伊斯坦布尔等城市的航线。

### 海运
斯法克斯港是一座紧邻市中心的多用途港口，2020年吞吐量达460万吨，进港船舶721艘。

## 教育
斯法克斯市内主要有两所高等院校。斯法克斯大学建于1986年，曾称南方大学，在突尼斯高校中排名第2。北美私立大学是市内另一所高校，于2012年成立，主要开设工科、商科与建筑课程。

## 友城
斯法克斯友好城市关系一览：

### 友好城市
| 国 家       | 塞内加尔 | 德国   | 摩洛哥     | 摩洛哥 | 阿尔及利亚 | 俄罗斯     | 法国       |
| 城 市       | 达喀尔   | 马尔堡 | 卡萨布兰卡 | 萨菲   | 奥兰       | 马哈奇卡拉 | 格勒诺布尔 |
| 缔 结 时 间 | 1965     | 1971   | 1981       | 1982   | 1989       | 1990       | 1998       |

### 协作城市
| 国 家       | 捷克   | 埃及     | 法国   | 葡萄牙 | 西班牙   |
| 城 市       | 比尔森 | 亚历山大 | 维勒班 | 波尔图 | 巴塞罗那 |
| 缔 结 时 间 | 1991   | 2001     | 2001   | 2004   | 2004     |